# St. Peter und Paul (Günz)

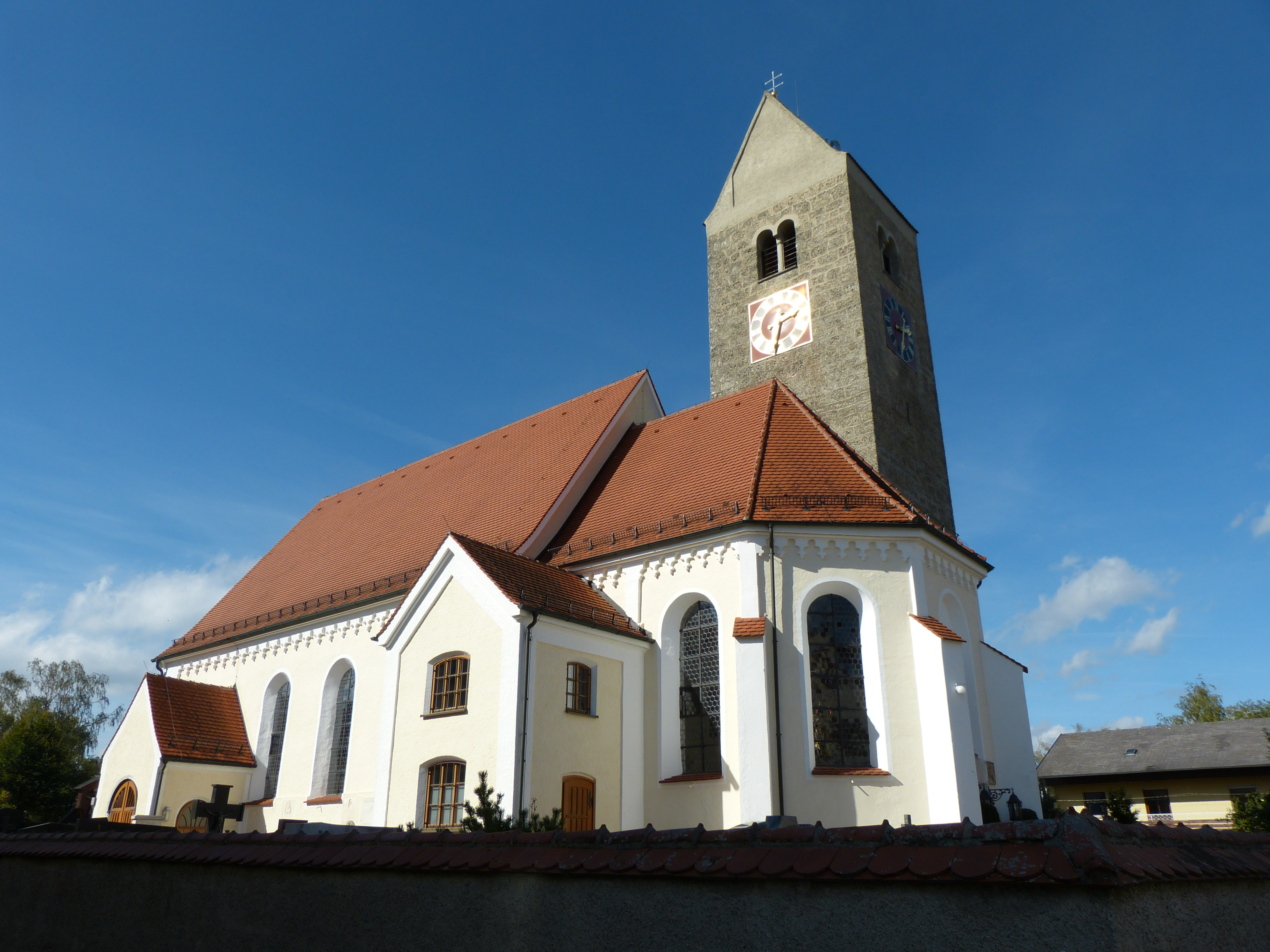
Kirche St. Peter und Paul in Günz

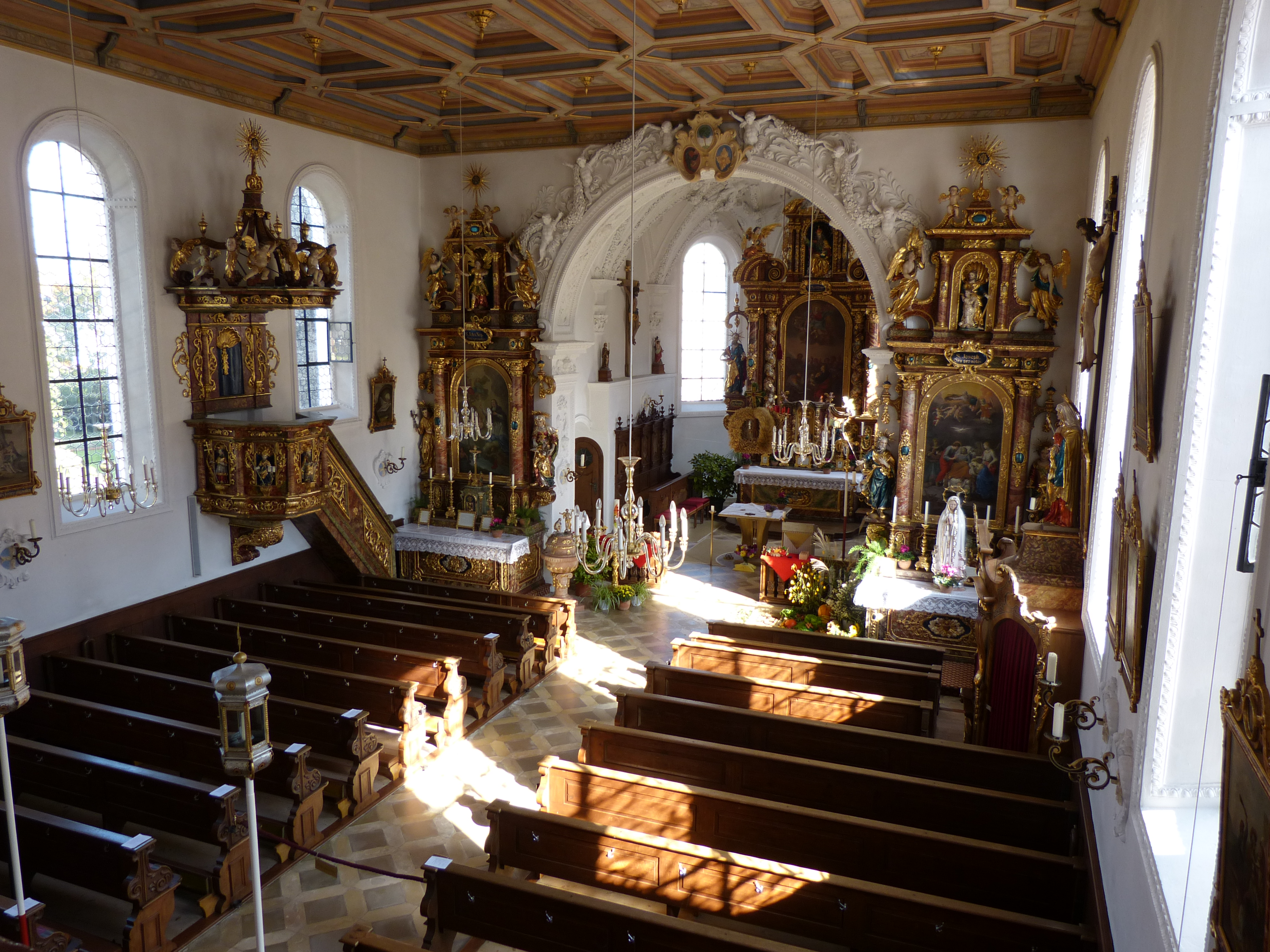
Innenansicht

Die katholische Pfarrkirche St. Peter und Paul befindet sich in Günz, einem Ortsteil von Westerheim im Landkreis Unterallgäu in Bayern. Die Kirche steht unter Denkmalschutz.

## Geschichte
Vermutlich bereits um 1300 wurde der Kirchturm der Kirche St. Peter und Paul errichtet. Das Langhaus und der Chor stammen wohl aus dem 15. Jahrhundert. Im Jahr 1565 wurde der Chor neu errichtet. Ende des 17. Jahrhunderts bis in den Anfang des 18. Jahrhunderts hinein wurde der Innenraum der Kirche grundlegend umgestaltet. In den Jahren 1902 bis 1905 wurde das Innere der Kirche ebenfalls völlig verändert. In diese Zeit fällt auch der Stuck am Chorgewölbe. Die Flachdecke im Langhaus wurde ebenfalls während dieser Umgestaltung geschaffen.

## Baubeschreibung
Das Langhaus der Kirche ist ein flachgedeckter Saal mit vier Fensterachsen. An der Außenseite befindet sich unterhalb der Traufe ein Kleeblattbogenfries. Im Langhaus befinden sich Rundbogenfenster. An das Langhaus schließt sich durch einen ehemals spitzen Chorbogen der leicht eingezogene Chor an. Dieser besteht aus einer Fensterachse und besitzt einen 5/8 Schluss. Im Chor sind, wie im Langhaus auch, rundbogige Fenster vorhanden. Ein Tonnengewölbe mit Stichkappen schließt den Chor ab. An der Außenfassade des Chores sind schlichte Strebepfeiler vorhanden. Der Kleeblattbogenfries des Langhauses setzt sich unter der Traufe des Chores fort. Der ungegliederte Kirchturm aus Nagelfluh befindet sich an der Nordseite. Dieser ist mit einem Satteldach gedeckt. Nach allen Seiten gekoppelte Klangarkaden befinden sich im Obergeschoss des Kirchturms. Ein Kreuzgratgewölbe ist im Untergeschoss des Kirchturms vorhanden. Das Vorzeichen mit Satteldach an der Südseite besitzt ein Kreuzgratgewölbe, vermutlich noch aus dem 16. Jahrhundert.

## Ausstattung

### Altäre

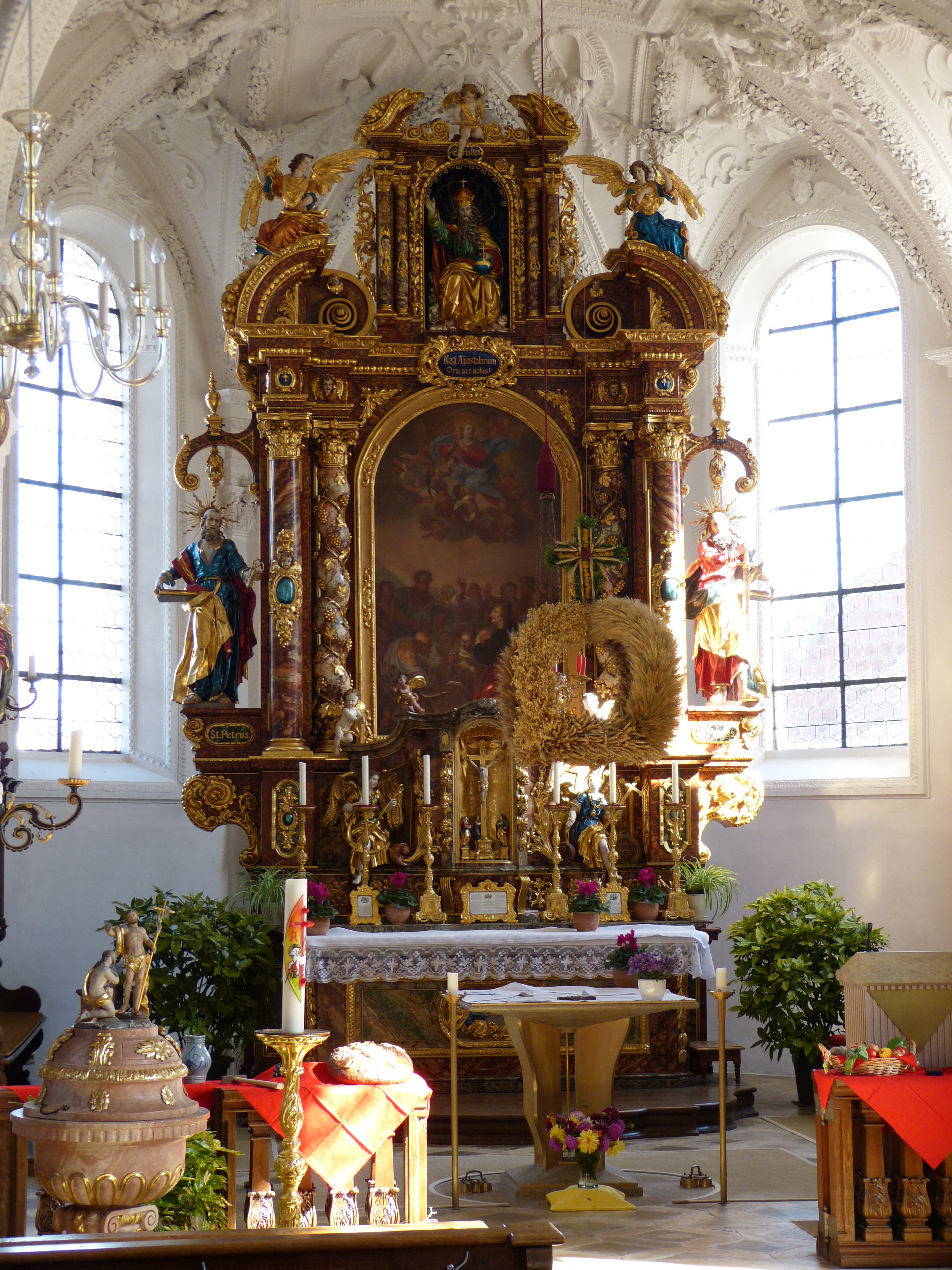
Hochaltar zu Erntedank

Der neubarocke Hochaltar wurde in den Jahren 1903 und 1904 durch Carl Port geschaffen. Dieser ist ein marmorierter Holzaufbau, bei dessen Errichtung Teile von 1710 wiederverwendet wurden. Das Altarbild mit der Darstellung Mariä Himmelfahrt stammt aus dem Jahr 1716 von Arbogast Thalheimer d. Ä. Rechts und Links neben dem Altarbild befinden sich zwei gefasste Holzfiguren von 1679. Diese stellen die Apostel Petrus und Paulus dar und werden Johann Martin Natter zugeschrieben. Die beiden Figuren, wie auch der Tabernakel aus dem Jahr 1751, befanden sich ursprünglich in der Kirche in Ottobeuren.
Die beiden Seitenaltäre sind wie der Hochaltar marmorierte Holzaufbauten. Die im Jahr 1684 wohl von Hans Nolf errichteten Altäre wurden 1902 bis 1905 verändert. Die Konsolen der Figuren und der Baldachin sind modern. Das Altarbild des linken Seitenaltares zeigt die Verklärung des hl. Johannes von Nepomuk und wurde 1741 gestiftet. Von Johann Martin Natter aus dem Jahr 1684 stammen die Figuren der Seitenaltäre. Der linke Seitenaltar wird von den Figuren des heiligen Antonius von Padua und der heiligen Anna flankiert. Im Auszug befindet sich eine Figur des Erzengels Michael. Von Johann Friedrich Sichelbein stammt das Altarbild des rechten Seitenaltares mit der Darstellung des Todes des heiligen Joseph von 1683. Flankiert wird dieses von den Figuren des heiligen Joachim und der heiligen Katharina. Eine Figur des heiligen Joseph ist im Auszug zu sehen.

### Stuck
Xaver Reitmaier schuf 1902/05 den Chorstuck. Dieser ist eine Nachahmung von Wessobrunner Formen aus dem Ende des 17. Jahrhunderts. Im Chorbogen befindet sich ein erneuertes Wappen von Ottobeuren.

### Taufbecken
Um die Zeit um 1800 wurde das Taufbecken geschaffen. Das Taufbecken ruht auf einer ionischen Säule. Eine Figurengruppe aus Holz mit der Szene der Taufe Christi ziert den Deckel des Taufbeckens.

### Kanzel

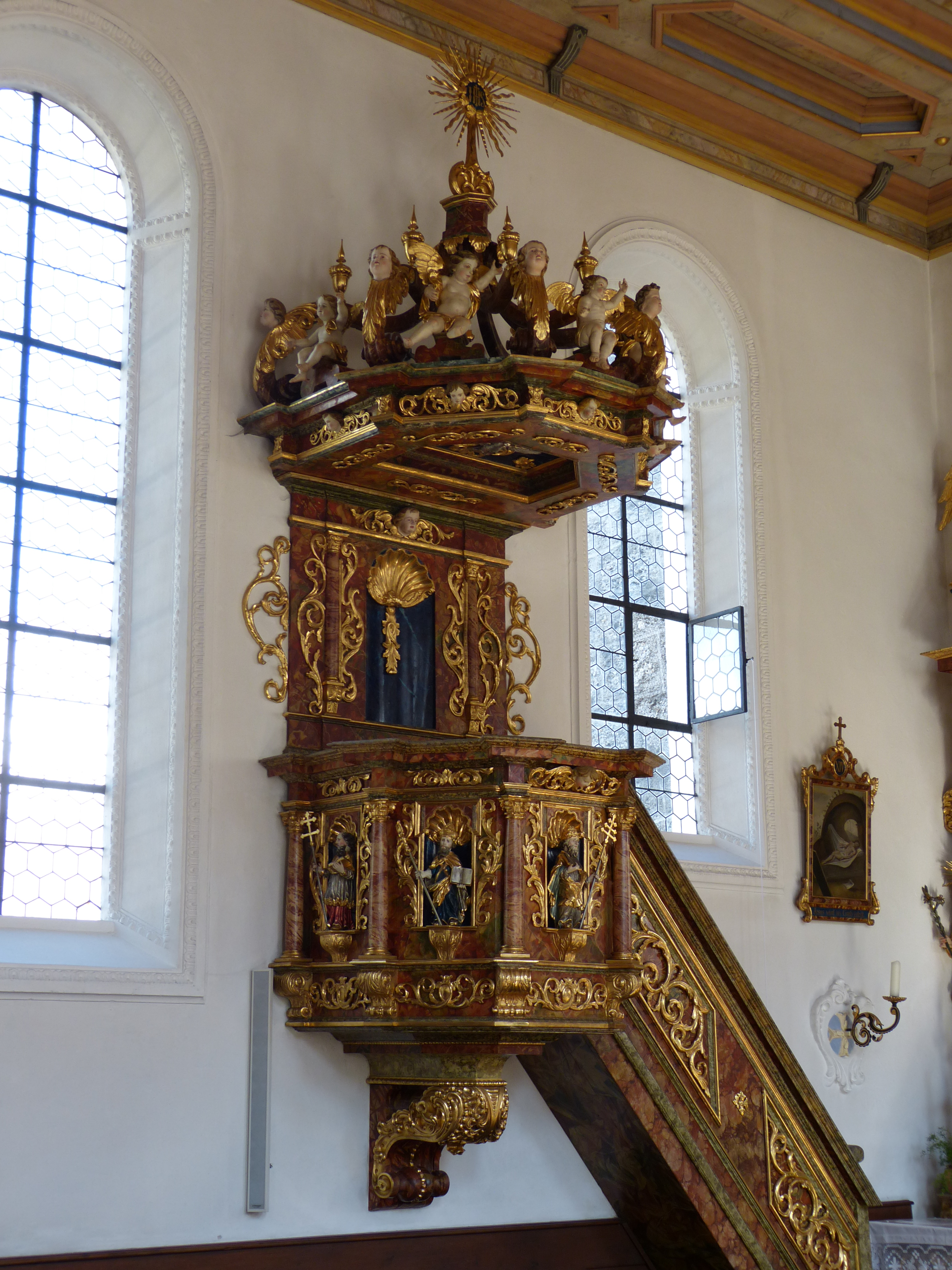
Kanzel

Die Kanzel aus dem Jahr 1684 ist wie die Altäre ein marmorierter Holzaufbau. Der polygonale Kanzelkorb sitzt auf einer Volutenkonsole. Dieser ist durch Freisäulen gegliedert. In den dadurch entstehenden Feldern befinden sich Figuren der vier Kirchenväter. Auf dem Schalldeckel befinden sich zwischen Voluten Engelsputten.

### Beichtstühle
Die beiden Beichtstühle aus Nadelholz stammen aus der zweiten Hälfte des 18. Jahrhunderts. Die Maserung der Beichtstühle ist aufgemalt. Die Beichtstühle verfügen über eine reich geschwungene Bekrönung.

### Sonstige Ausstattung
Das Vesperbild aus der Zeit um 1500 und der Kruzifixus von 1490 haben beide eine erneuerte Fassung. Das neubarocke Chorgestühl wurde 1903 von Carl Port geschaffen. Aus Solnhofener Plattenkalk ist die Gedenktafel für die Gefallenen und Vermissten aus den Jahren 1805 bis 1815 gefertigt. Diese ist mit Reich Sth. bezeichnet.

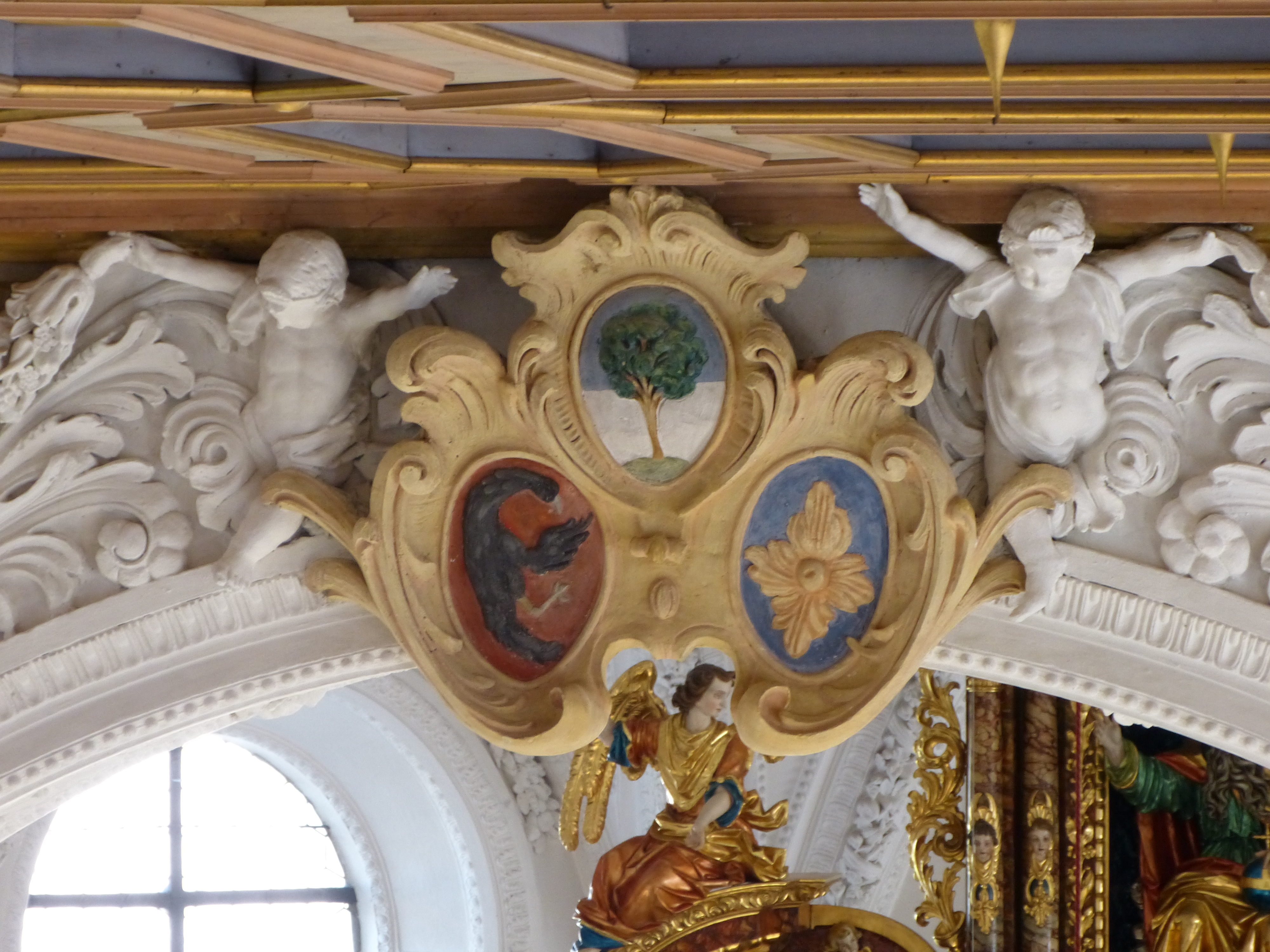
Wappen im Chorbogen
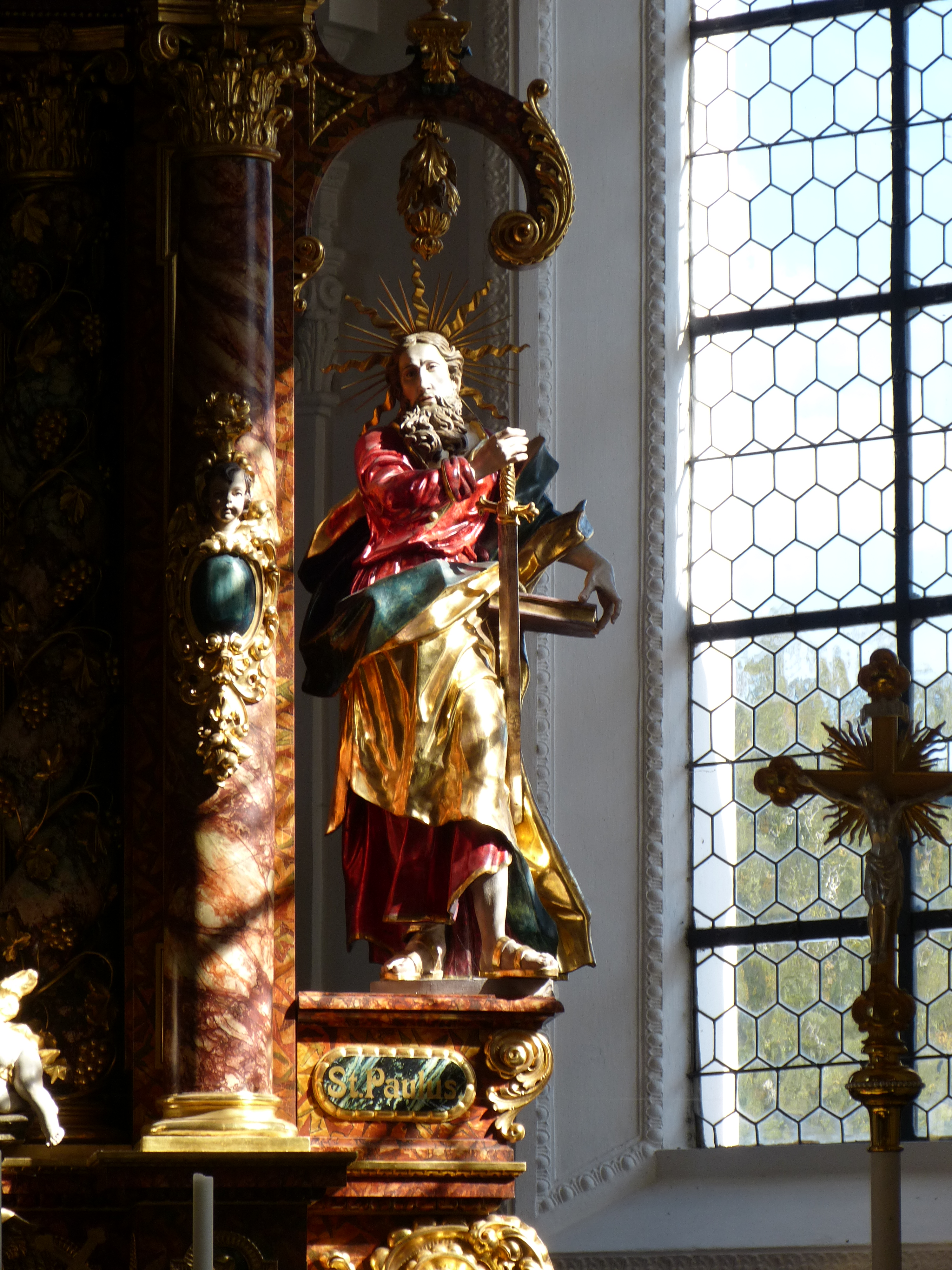
Figur des Hochaltares des Apostel Paulus von 1679
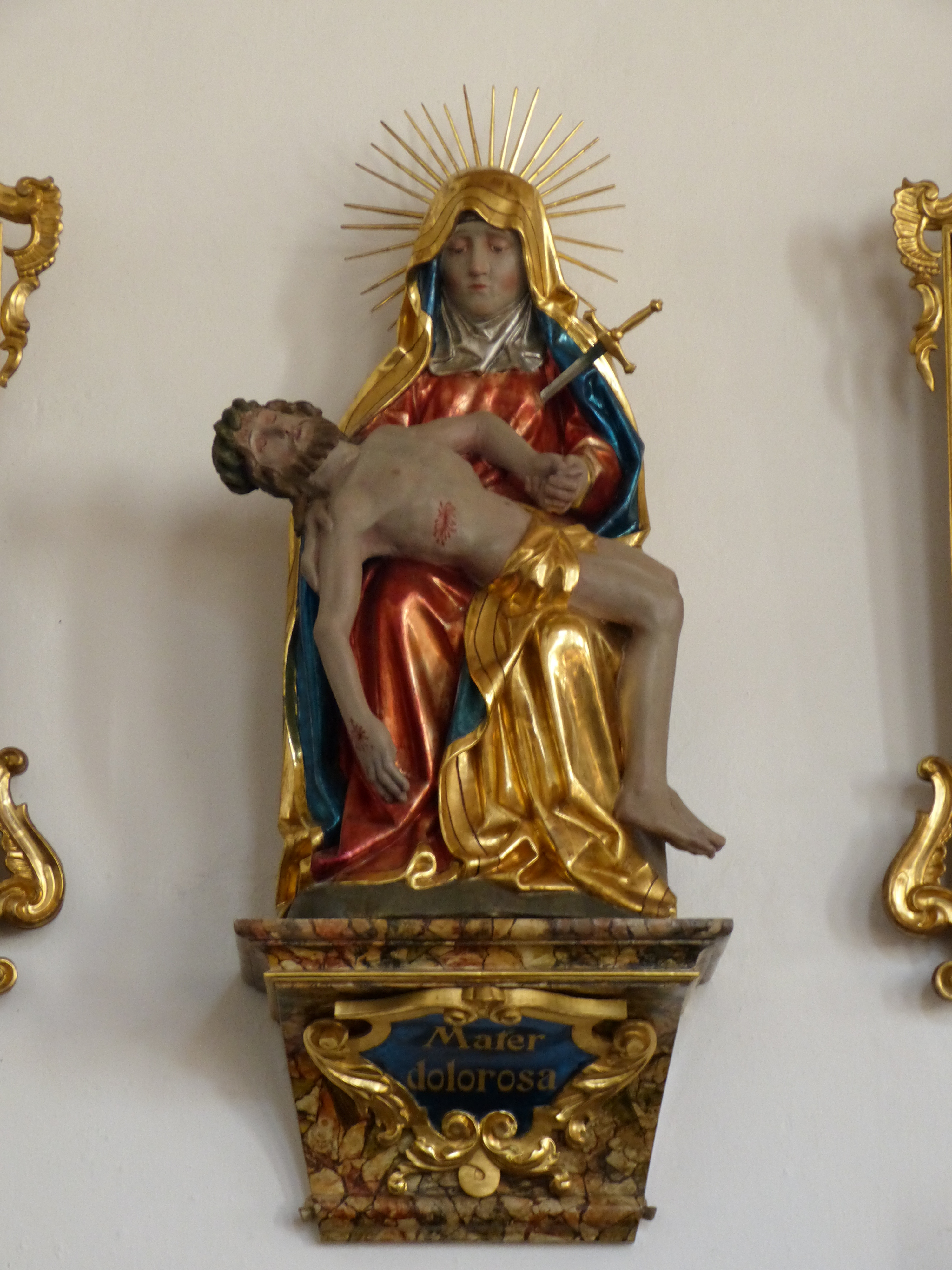
Pietá